# Вилас (окръг, Уисконсин)
Окръг Вилас (на английски: Vilas County) е окръг в щата Уисконсин, Съединени американски щати. Площта му е 2637 km², а населението – 23 047 души (1 април 2020). Административен център е град Ийгъл Ривър.